# خالد فهد الأحمد الصباح
الشيخ خالد فهد الأحمد الجابر الصباح ، الابن الرابع للشهيد الشيخ فهد الأحمد الجابر الصباح رئيس مجلس إدارة نادي القادسية الرياضي.

## حياته العسكرية
ضابط برتبة عميد في الجيش الكويتي في قوات المغاوير، حاصل على دبلوم علوم عسكرية وشارك في المقاومة الكويتية أثناء الغزو العراقي للكويت حتى أسره بتاريخ 13 نوفمبر 1990 وكانت بحوزته سيارات مفخخة للتفجير. تلقى جميع أنواع التعذيب ليعترف على افراد المقاومة وعلى أماكن الأسلحة وعدم اعترافه بشيء كلفه الكثير وخرج الشيخ خالد من الأسر بعد التحرير بتاريخ 9 ابريل 1991.

## حياته الرياضية
تقلد الشيخ خالد الفهد العديد من المناصب الرياضية منها نائب رئيس الاتحاد الكويتي لكرة الطائرة 1997-2000 رئيس الاتحاد الكويتي لكرة الطائرة 2000-2004 ونائب رئيس الإتحاد الكويتي لكرة القدم 2005-2007 وعضو مجلس إدارة نادي القادسية الكويتي 2009-2011 نائب رئيس نادي القادسية الكويتي 2011-2012 والآن رئيس نادي القادسية الكويتي منذ عام 2012.

## حياته العائلية
متزوج الشيخه زينه ناصر الحمود وله من الأبناء:
- الشيخ فهد
- الشيخ عبد الله
- الشيخ محمد
- الشيخة ياسمينة
- الشيخ فيصل
- الشيخ ناصر
- الشيخ أحمد